# Sutherland

Grafschaft Sutherland

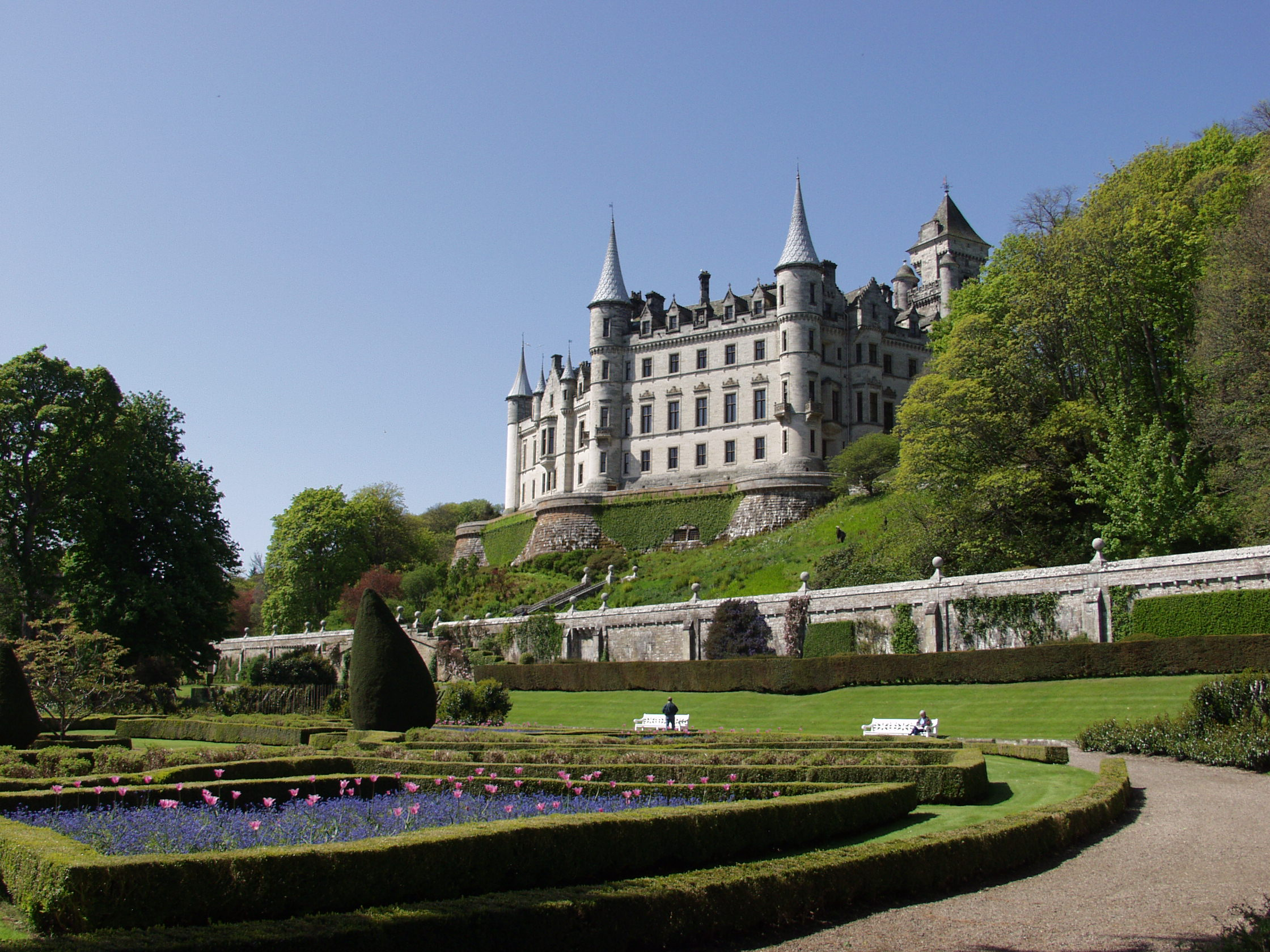
Dunrobin Castle – Sitz der Dukes of Sutherland

Sutherland (auch Sutherlandshire, gälisch Cataibh) ist eine traditionelle Grafschaft in den Highlands von Schottland, angrenzend an die Grafschaften Caithness, Ross-shire und Cromartyshire. Der Titel Duke of Sutherland leitet sich von der Grafschaft ab.

## Herkunft der Bezeichnung für die Region
Der Name Sutherland ist auf die Herrschaft der norwegischen Wikinger über die Siedlungen im schottischen Hochland und den nördlichen und westlichen Inseln zurückzuführen. Aus deren nördlichem, orkadischem Blickwinkel handelte es sich bei der Nordwestecke der Hauptinsel um das „Suðrland“ (altnordisch) für ‚Südland‘. Die Wikinger bezeichneten auch die Hebriden als Suðreyjar (südliche Inseln) mit Bezug auf die „nördlichen Inseln“ Orkney, Shetland und Färöer. Im Gälischen hat dieses Gebiet traditionell zwei Namen: Im Nordwesten wurde es als Dùthaich MhicAoidh (oder Dùthaich 'IcAoidh) bezeichnet; im Südosten als Cataibh. Die Bezeichnung Cataibh wird auch manchmal für die gesamte Region verwendet, daher wahrscheinlich die Bezeichnung Caithness im Englischen. Der schottisch-gälische Name für Caithness ist allerdings Gallaibh, was „unter Fremden“ bedeutet, eine Bezeichnung, die sich wegen der starken nordischen Besiedlung etabliert hat. Die nordwestlichste Ecke Sutherlands, traditionell bekannt als „Province of Strathnaver“, wurde erst 1601 zu Sutherland geschlagen. Sie war das Zuhause des mächtigen und kriegerischen Mackay Clans, daher rührt der Name Dùthaich 'Ic Aoidh (‚Heimat der Mackay‘). Noch heute heißt diese Region in Sutherland „Mackay Country“.

## Geografische Lage
Bei einer Fläche von 5252 km² hat Sutherland lediglich rund 13.000 Einwohner (etwa 2,5 Einw/km²) und ist damit eine der dünnstbesiedelten Regionen Europas. Dies ist unter anderem auf die Highland Clearances im 19. Jahrhundert zurückzuführen, in deren Verlauf große Teile der ansässigen Bevölkerung vertrieben wurden, um Platz zu schaffen für großangelegte Schafzucht. An verschiedenen Orten in Sutherland sind Gedenkstellen zum Andenken an die Vertriebenen errichtet worden; die bekannteste ist ein Monument in Bettyhill. In der gesamten Grafschaft gibt es keine Stadt.
Zur Grafschaft gehören die Ortschaften Dornoch (Hauptort der Grafschaft), Brora, Durness, Tongue, Golspie, Helmsdale, Lochinver und Kinlochbervie. 1975 wurde Sutherland ein District der Region Highland, die 1996 in die Council Area Highland umgewandelt wurde. Sutherland ist heute noch eine der Lieutenancy Areas von Schottland.
Ähnlich wie Caithness ist Sutherland reich an Bodendenkmälern wie dem Cracknie Souterrain, vor allem aber an Hügelgräbern wie dem Cairn von Skail und Brochs sowie den Broch von Feranach oder den Broch von Sallachy. An hervorragenden Stellen nahe der Küste und an Flussläufen, auf Graten oder niedrigen Hügeln erbaut, sind sie deutlich sichtbar. Sie scheinen über eine sehr lange Periode benutzt worden zu sein.
Das Gebiet hat drei Küsten – die nördliche und die westliche und abgesetzt davon die östliche. Hier gibt es hohe Klippen und Sandstrände. Im Hinterland findet man baumlose Berge und Moorlandschaften.

## Sutherland in der Kultur
Die archäologischen Fundplätze Sutherlands wie das Kammergrab von Dalvraid konzentrieren sich hauptsächlich entlang der Küsten und zu beiden Seiten der landeinwärts verlaufenden Flusstäler (Broch von Kilphedir).
In M. C. Beatons Serie Hamish Macbeth Mystery sind die erfundenen Städte Lochdubh und Strathbane in Sutherland. Rosamunde Pilchers letzter Roman Wintersonne (englisch: Winter solstice) spielt in der Gegend um die fiktionale Stadt Creagan, die die Ortschaft Dornoch darstellt.